# Filter (vand)
 For alternative betydninger, se Filter. (Se også artikler, som begynder med Filter)
Et filter til vandrensning kan have mange udformninger alt efter hvilke urenheder, der skal fjernes fra vandet. I et rensningsanlæg fjernes både uopløst materiale som f.eks. sand og biologisk materiale. Der foretages også en kemisk behandling af vandet.